# Provinz Azurduy
Juana Azurduy de Padilla (kurz: Azurduy) ist eine Provinz im zentral-westlichen Teil des Departamento Chuquisaca im südamerikanischen Anden-Staat Bolivien.
Die Provinz trägt ihren Namen zu Ehren von Juana Azurduy de Padilla (1781–1862), die zusammen mit ihrem Ehemann, Manuel Asencio Padilla (1773–1816), in bolivianischen Unabhängigkeitskrieg gegen Spanien gekämpft hat.

## Lage
Die Provinz ist eine von zehn Provinzen im Departamento Chuquisaca. Sie grenzt im Nordwesten an das Departamento Potosí, im Westen und Süden an die Provinz Nor Cinti, im Osten an die Provinz Hernando Siles, und im Nordosten an die Provinz Tomina.
Die Provinz erstreckt sich etwa zwischen 19° 33' und 20° 28' südlicher Breite und 64° 17' und 64° 47' westlicher Länge, ihre Ausdehnung von Westen nach Osten beträgt 30 Kilometer, von Norden nach Süden 100 Kilometer.

## Bevölkerung
Die Einwohnerzahl der Provinz Azurduy ist mit geringen Schwankungen in den letzten drei Jahrzehnten nur geringfügig angestiegen:
| Jahr | Einwohner | Quelle       |
| ---- | --------- | ------------ |
| 1992 | 23.492    | Volkszählung |
| 2001 | 26.515    | Volkszählung |
| 2012 | 24.855    | Volkszählung |
| 2024 | 24.331    | Volkszählung |

47,2 Prozent der Bevölkerung sind jünger als 15 Jahre, der Alphabetisierungsgrad in der Provinz beträgt 41,6 Prozent. (1992)
45,9 Prozent der Bevölkerung sprechen Spanisch, 77,1 Prozent Quechua, und 0,2 Prozent Aymara. (1992)
97,7 Prozent der Bevölkerung haben keinen Zugang zu Elektrizität, 96,9 Prozent leben ohne sanitäre Einrichtung (1992).
96,1 Prozent der Einwohner sind katholisch, 2,3 Prozent sind evangelisch (1992).

## Gliederung
Die Provinz Azurduy gliederte sich bei der letzten Volkszählung von 2024 in die folgenden beiden Verwaltungsbezirke (bolivianisch „Municipios“):
- Municipio Azurduy – 7.861 Einwohner (2024)
- Municipio Tarvita – 16.470 Einwohner (2024)

## Ortschaften in der Provinz Azurduy
- Municipio Azurduy
  - Azurduy 1229 Einw. – Tablani 636 Einw. – Rodeo Grande 477 Einw. – Duraznal 437 Einw. – Pujyuni 394 Einw. – Rodeo Chico 375 Einw. – Tabacal 372 Einw. – Los Pinos 253 Einw. – San Gerónimo 241 Einw. – Cimientos 225 Einw. – Torrecillas 214 Einw. – San Antonio 187 Einw. – Barbechos 138 Einw. – Pampas Sepulturas 93 Einw. – Wancarani 13 Einw.

- Municipio Tarvita
  - Tarvita 960 Einw. – Pampa Huasi 707 Einw. – La Sillada 574 Einw. – San Pedro 535 Einw. – Molleni 495 Einw. – Capactala 390 Einw. – El Salto 384 Einw. – Tarea Pampa 206 Einw. – Pampas de Leque 109 Einw. – Trigo Loma 96 Einw.